# Wierzbica (powiat tomaszowski)
Wierzbica – osada w Polsce położona w województwie lubelskim, w powiecie tomaszowskim, w gminie Lubycza Królewska. Miejscowość nadgraniczna.
W XIX w. wieś Wierzbica z przysiółkiem Wólka Wierzbicka należała do powiatu rawskiego Królestwa Galicji i Lodomerii.
W Wierzbicy urodził się Romuald Sidorski (1895–1956), pułkownik dyplomowany piechoty Wojska Polskiego, działacz niepodległościowy, kawaler Orderu Virtuti Militari.
Do 1939 roku istniała gmina Wierzbica. W latach 1975–1998 miejscowość administracyjnie należała do województwa zamojskiego. 
Osada jest sołectwem w gminie Lubycza Królewska. Według Narodowego Spisu Powszechnego z roku 2011 osada liczyła 194 mieszkańców.
Wierni Kościoła rzymskokatolickiego należą do parafii Świętych Apostołów Piotra i Pawła w Nowym Machnowie.

## Historia
Najstarsze wzmianki o Wierzbicy pochodzą z XIV wieku. W XVIII wieku jedyna córka Jerzego Papary – Rozalia (Róża) poślubiła Stefana Jana Lityńskiego herbu Sas, wnosząc mu w posagu Wierzbicę, nie wiadomo kiedy nabytą przez rodzinę jej ojca. W 1846 r. Stefan Jan Lityński wybudował murowany dwór. Po śmierci Stefana Jana, dobra te nabył jego syn Józef Gabriel (1892–1971). Maria Józefa zamężna za Adamem Romerem herbu Jelita miała dwoje dzieci: córkę Helenę i syna Stefana. Stefan Józef Romer był ostatnim właścicielem Wierzbicy. 
Gospodarstwo ziemskie (dwór) w Wierzbicy dawniej w gminie Uhnów, obecnie w gm. Lubycza Królewska, w 1939 r. liczyło 861 ha użytków rolnych, w tym 30 ha łąk, l ha parku oraz stawy hodowlane. Ostatnim właścicielem majątku był Stefan Romer. Majątek w całości przejęty został na rzecz skarbu państwa w 1945 r.
W położonym na Warmii Pieniężnie przy parafii św. Michała Archanioła powołane zostało Stowarzyszenie Przyjaciół Ziemi Wierzbickiej „Wierzbica” zrzeszające dawnych mieszkańców Wierzbicy i ich potomków. Stowarzyszenie planuje m.in. otoczenie opieką znajdującego się na terenie Wierzbicy cmentarza greckokatolickiego.

## Dwór
Murowany z cegły dwór istniejący do dziś wybudował w 1846 r. Stefan Jan Lityński. Dwór początkowo miał być w całości parterowy, najprawdopodobniej z klasycystycznym portykiem kolumnowym od strony podjazdu. Przed 1914 r. Adam Romer zdecydował się na rozszerzenie budynku przez nadbudowanie nad jego częścią środkową piętra. Wojna jednak przerwała dalsze działania. 
W stanie surowym, mury pozostawały do około 1925 r., kiedy to dwór otrzymał ostateczny kształt. W 1939 r. dominantę jego tworzyła nadbudowana trójosiowa dwukondygnacyjna część środkowa, nakryta czterospadowym dachem mansardowym, krytym blachą. W fasadzie frontowej poprzedzał ją płytki, dwukondygnacyjny ryzalit w kształcie portyku o czterech czworograniastych filarach. Na osi, przed drzwiami prowadzącymi do ogrodu, ustawiono niewielki przedsionek z narożnikami opilastrowanymi. Okna w kondygnacji dolnej miały kształt prostokątny, w górnej o zamknięciu ćwierćkolistym. W czasie przebudowy części środkowej dworu jego stronę prawą, północną przedłużono na całej szerokości o jednoosiową dobudówkę. Dodano taras przy narożniku frontowym oraz pomieszczenia sanitarne. W czasie rozbudowy zmieniono dawny dwutraktowy układ wewnątrz obiektu. Bez zmian został wielki kwadratowy salon o wymiarach 10 x 10 m. Zachowała się tam piękna posadzka parkietowa, dzielona na duże kwadraty. Całość tworzyła wzorzystą mozaikę. W dwóch rogach stały białe kaflowe piece z częścią dolną, oddzieloną gzymsem od górnej, ozdobionej kolistym medalionem „en relief”. Z salonu do apartamentów dalszych wiodły wysokie, dwuskrzydłowe drzwi płycinowe politurowane na kolor ciemny. Wszystkie zgromadzone w dworze zabytkowe meble, dzieła sztuki oraz inne pamiątki, zrabowane zostały przez Kozaków i miejscową ludność w czasie pierwszej wojny światowej. W okresie międzywojennym salon i inne pokoje reprezentacyjne zaczęto urządzać od nowa meblami stylizowanymi. Pokoje traktu frontowego w odcinku prawym przed 1939 r. służyły jako mieszkalne, gościnne. Istniała biblioteka. 
Przed domem rozciągał się wielki, kolisty gazon, otoczony starodrzewiem parku. Wśród drzew rosły tu m.in. srebrzyste sosny amerykańskie, a wiek lip określano na 300 lat. Liczne klomby kwiatowe ubarwiały trawniki. W obrębie parku stała murowana figura z krzyżem, prawdopodobnie pamiątka po dawnych wojnach. Do dworu wiodła poprowadzona prostopadle do jego osi środkowej aleja wysadzona starymi kasztanowcami. U jej wylotu na dziedziniec wznosiła się murowana brama o dwóch filarach. 
Dwór w Wierzbicy spalony został pod koniec drugiej wojny światowej przez oddziały UPA. Odbudowały go powojenne władze po drugiej wojnie światowej z przeznaczeniem na siedzibę nowo zorganizowanego gospodarstwa rolnego PGR, w którym mieściła się do lat 90. Natomiast stawy rybne użytkowane były przez Gospodarstwo Rybne w Nadolcach.